# The Capeman

Eingangsschild vom Musical

The Capeman ist ein Musical, basierend auf dem Leben von Salvador Agron, geschrieben von Paul Simon und Derek Walcott. Premiere feierte es im Jahre 1998 im New Yorker „Marquis Theatre“, wurde jedoch aufgrund niedriger Besucherzahlen nach knapp drei Monaten wieder abgesetzt. Es wurde 1998 in drei Kategorien für den Tony Award nominiert.
Die Broadwayproduktion kostete Paul Simon über elf Millionen US-Dollar. Nach nur 68 Vorführungen wurde The Capeman geschlossen.
Paul Simons Studioalbum Songs from the Capeman beinhaltet eine Auswahl von Stücken aus dem Musical. Ein Original-Cast-Album des Musicals wurde auf iTunes veröffentlicht.

## Die Geschichte vonThe Capeman
Salvador Agron (eigentlich: Salvatore Agron) genannt „The Capeman“ (deutsch: „Der Umhangmann“ beziehungsweise „Der Mann mit dem Umhang“) ist ein Doppelmörder aus dem Jahre 1959. Der damals sechzehnjährige Agron war Mitglied in einer Gang namens „The Vampires“. 1959 ging Salvador Agron mit seinen Gangkameraden Tony Hernandez, Pepé und einigen anderen zu einem Spielplatz in der Hell’s Kitchen-Nachbarschaft in Manhattan. Man war auf der Suche nach einer irischen Gang namens „The Norsemen“. Diese Gang traf allerdings nicht ein, nur eine Gruppe von Jugendlichen war zu sehen. Nach einigen Provokationen kam es zu einer Schlägerei. Dabei erstach Salvador Agron in Mittäterschaft von Tony Hernandez zwei der Jugendlichen – Anthony Krzesinski und Robert Young, Jr. Die „Vampires“ flüchteten, und die Polizei fand Young tot in dessen Apartment, in das er sich nach der Dolchattacke schleppen konnte und wo er anschließend verblutete. Kreszinski wurde ein Haus weiter in einer Blutlache gefunden.
Am Abend der Morde trug Salvador Agron einen schwarzen Umhang mit rotem Futter, Tony Hernandez trug einen Regenschirm, dessen Spitze er als Waffe nutzte, bei sich. Die Presse nannte Salvador Agron deshalb „The Cape Man“, Tony Hernandez „The Umbrella Man“.
Agron und Hernandez sowie die anderen Gangmitglieder wurden gefasst und verurteilt. Der sechzehnjährige „Cape Man“ wurde zum Tode verurteilt und war zum damaligen Zeitpunkt der Jüngste, der diese Strafe erhalten sollte. Die Todesstrafe sollte mittels des elektrischen Stuhls vollstreckt werden, doch der damalige Gouverneur von New York Nelson A. Rockefeller wandelte 1962 die Todesstrafe in eine lebenslange Haftstrafe um.

## Von der Idee zum Musical
Paul Simon erinnerte sich im Jahre 1989, kurz nach dem Ende seiner Europatournee für sein Erfolgsalbum Graceland, an die brutalen Morde, die Salvador Agron 1959 begangen hatte. Es dauerte nicht lange, bis Simon die ersten Grundstrukturen für ein Musical über Agron entwarf, setzte das Projekt bis 1992 allerdings aus, da er bereits an seinem Album The Rhythm of the Saints arbeitete. Anschließend begann Paul Simon mit Derek Walcott die ersten Texte zu schreiben.

## Personal
- Paul Simon – Musik und Text
- Derek Walcott – Buch und Text
- Mark Morris – Choreograf und Regisseur
- Bob Crowley – Kostüm, Maske

### Originalbesetzung

#### Hauptdarsteller
- Marc Anthony als der junge Salvador Agron
- Rubén Blades als der erwachsene Salvador Agron
- Ednita Nazario als Esmerelda Agron

#### The Vampires
- Renoly Santiago als Tony Hernandez
- Raymond Rodriguez als Angel Soto
- Ray Rodríguez-Rosa als Frenchie Cordero
- José Joaquín García als Luis
- Élan als Cookie

#### Weitere wichtige Nebendarsteller
- Sophia Salguero als Bernadette
- Natascia A. Díaz als Yolanda
- Michelle Ríos als Aurea Agron
- Sara Ramírez als Wahzinak
- Nestor Sanchez als Lazarus

### Programm
| 1. El Coqui 2. Handball Game 3. Born in Puerto Rico 4. In Mayaguez 5. Carmen (später herausgeschnitten) 6. Santero 7. Chimes 8. Christmas in the Mountains (später herausgeschnitten) 9. Satin Summer Nights 10. Bernadette 11. The Vampires 12. Shopliftin’ Clothes 13. Dance to a Dream 14. Quality 15. Manhunt 16. TV Interview 1959 17. Can I Forgive Him? 18. Adios Hermanos | 1. Jesus Es Mi Senor 2. Sunday Afternoon 3. Time Is an Ocean 4. Wahzinak’s First Letter 5. Killer Wants to Go to College 6. Virgil 7. Wahzinak’s Duet 8. TV Interview 1975 9. My Only Defense 10. Virgil & the Warden 11. Trailways Bus (später herausgeschnitten) 12. El Malecon 13. You Fucked Up My Life 14. Lazarus/Last Drop of Blood 15. Wahzinak’s Last Letter 16. Puerto Rican Day Parade 17. El Coqui (Reprise) 18. Tony Hernandez 19. Carlos & Yolanda 20. Sal’s Last Song 21. Esmeralda’s Dream |